# Pieter van Bleiswijk

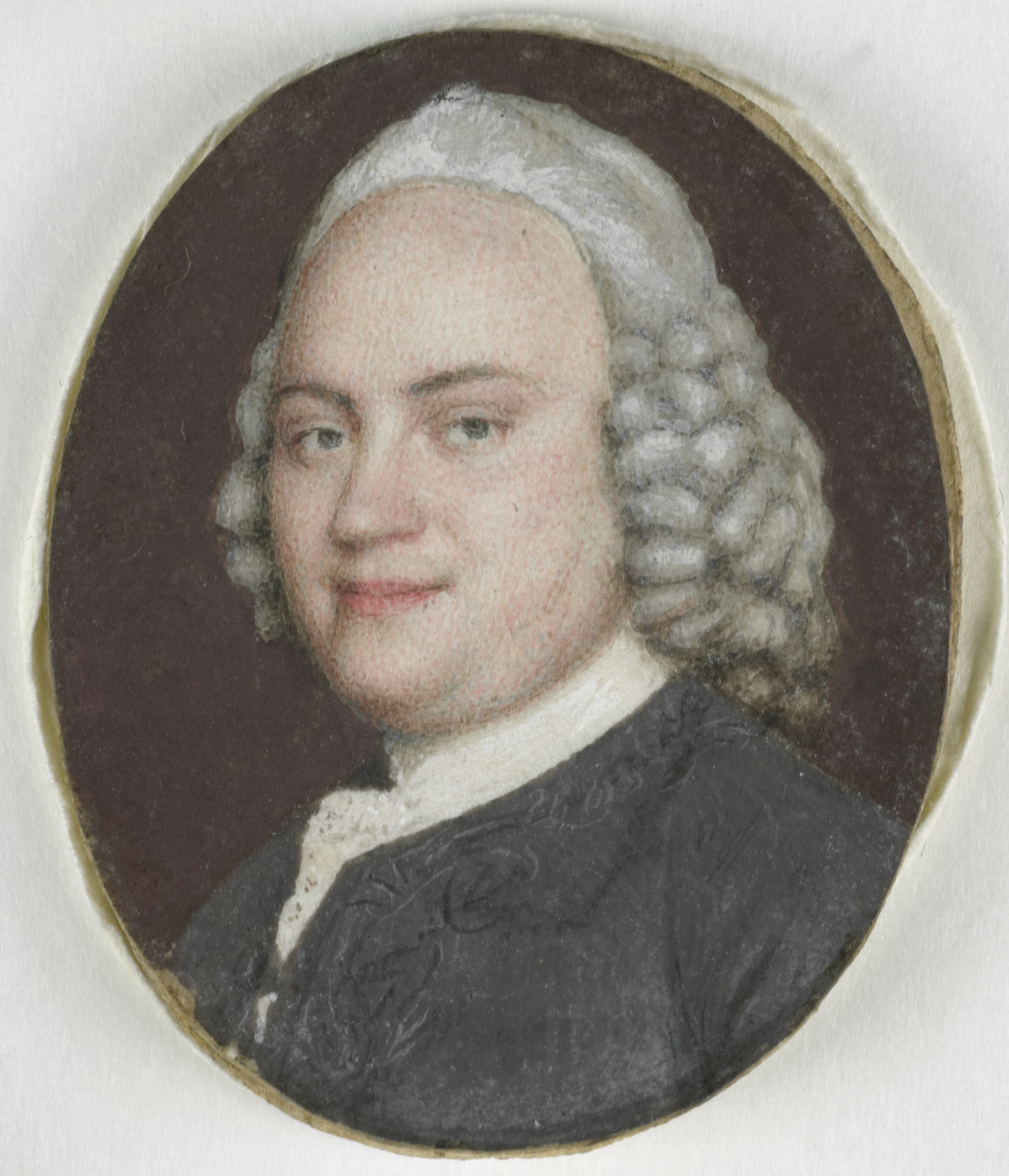
Pieter van Bleiswijk

Pieter Abrahamsz van Bleiswijk (Delft, gedoopt op 3 augustus 1724 - Den Haag, 29 oktober 1790) was vóór en tijdens de patriottentijd de belangrijkste Hollandse bestuurder. Hij bleef mogelijk langer raadspensionaris dan hij had gewild, en zijn reputatie leed schade omdat hij drie keer van politieke richting veranderde. De stadhouder was amper terug in Den Haag of Van Bleiswijk bood hem zijn diensten aan. Willem V hield het gesprek kort, nadat hij Van Bleiswijk het juichende volk had laten zien van achter het raam.

## Leven
Hij werd te Delft gedoopt op 3 augustus 1724 als zoon van Abraham Cornelisz van Bleiswijk en Maria Gribius. Van Bleiswijk werd in 1741 ingeschreven als student in de rechten aan de Leidse Universiteit en promoveerde
vier jaar later. Alhoewel hij ingeschreven was als student rechten gaat dit proefschrift niet over een juridisch onderwerp maar over de waterbouwkunde. Het is een wetenschappelijke verhandeling over de hydrostatische stabiliteit van dijken. Voor zover bekend is dit het eerste wetenschappelijk onderbouwde document over dit onderwerp. Omdat het van belang was voor de Hollandse waterkeringbeheerders (die geen Latijn spraken) is het in 1778 door Jan Esdré in het Nederlands vertaald en uitgegeven.

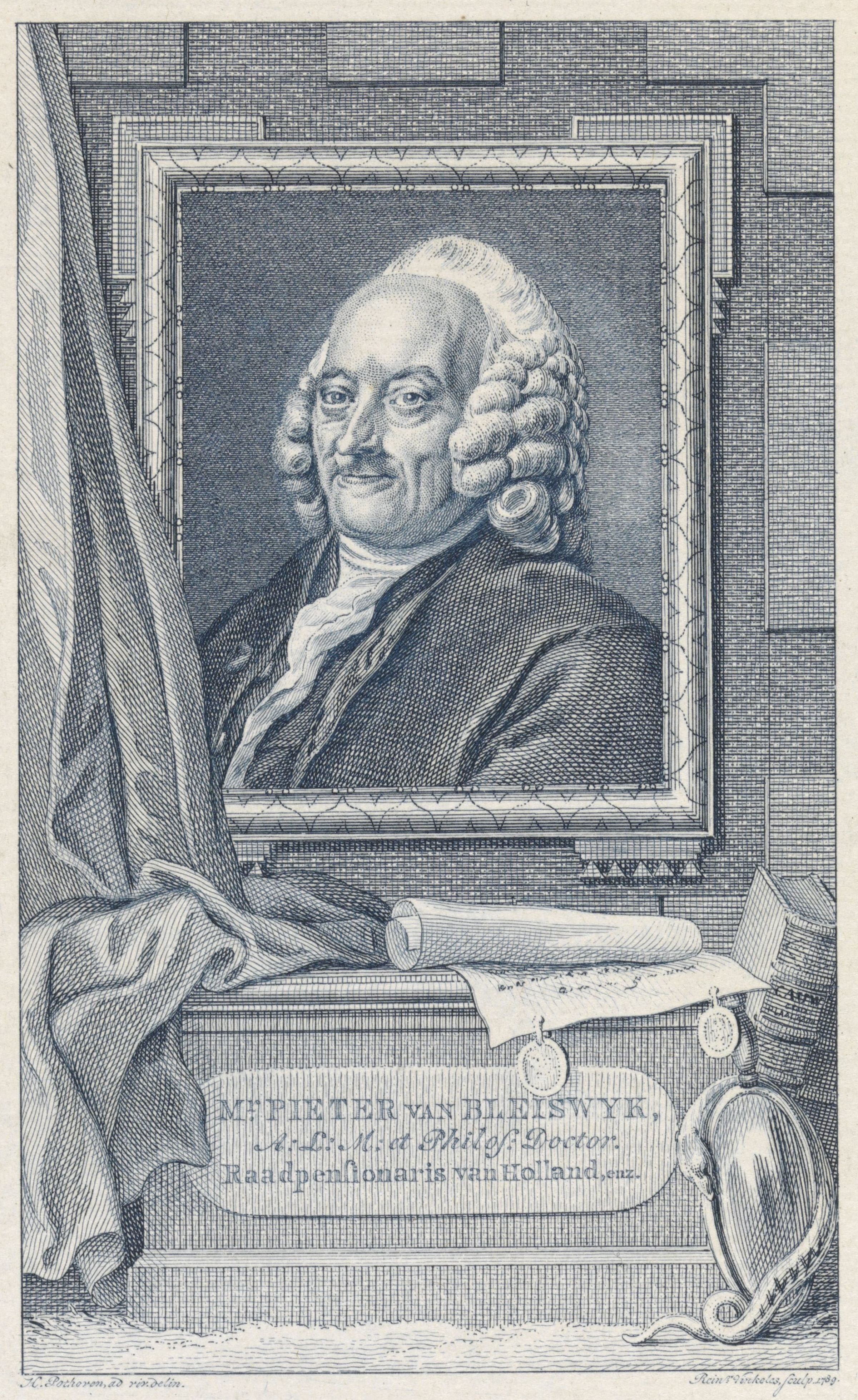

Hij behoorde tot een aanzienlijk Delfts geslacht en werd benoemd als pensionaris in zijn geboorteplaats. In 1753 trad hij in het huwelijk met zijn mogelijk familielid Geertruida Antonia van Bleiswijk. Vervolgens werd hij muntmeester-generaal van de Republiek, een monetaire autoriteit, die waakte over het geldwezen. In 1766 ontwierp hij de geheime Akte van Consulentschap, waardoor bij de meerderjarigheid van stadhouder Willem V diens voogd en regent, de Hertog van Brunswijk, in het geheim als raadgever en heerser achter de schermen kon doorgaan. In november 1772 werd hij raadspensionaris van Holland en beroemde zich later op het feit dat hij tot 1780 doorging met het aflossen van leningen, als gevolg van de oorlog met Frankrijk.
Tijdens het raadpensionarisschap van Pieter van Bleiswijk waren er verschillende grote problemen zowel op het gebied van de binnenlandse als buitenlandse politiek. De belangrijkste kwesties waren de pogingen tot verbetering en uitbreiding van leger en vloot; de kwestie van de marrons in Suriname; Amerikaanse Onafhankelijkheidsoorlog en de Vierde Engelse Zeeoorlog en het Verbond van Gewapende Neutraliteit. Hij werd meer en meer een tegenstander van Lodewijk Ernst, hertog van Brunswijk-Wolfenbüttel, en ook zijn verhouding met prins Willem V van Oranje-Nassau werd steeds slechter. In september 1785 koos hij de kant van de patriotten. In mei 1787 eisten enkele conservatieve Amsterdammers zijn aftreden, nadat prinsgezinde leden in de vroedschappen van Amsterdam en Rotterdam werden vervangen. Na de interventie van Pruisen in de Republiek werd zijn poging om naar Amsterdam te vluchten ontdekt en kreeg hij scherpe bewaking voor zijn deur.
Van Bleiswijk woonde in Den Haag aan de Herengracht, naast Nicolaas Geelvinck. Zijn beide buurlieden probeerden Van Bleiswijk te beschermen toen het eind 1787 tot relletjes kwam en bij de patriottische inwoners de ruiten werden ingegooid. Op 8 november gaf Van Bleiswijk zijn functies op. Hij bleef evenwel aan als curator van de Universiteit van Leiden.
Van Bleiswijk stierf op zijn buitenplaats, genaamd "Buitenrust", en had daar een groot aantal boeken verzameld. Tegenwoordig staat op die plek, aan het begin van de Scheveningseweg, het Vredespaleis. Van Bleiswijk stierf kinderloos en werd op 4 november te Delft begraven.

## Bron
- Smit, J. (1916) Den Haag in de Patriottentijd.

referenties
1. ↑  Rijksmuseum
2. ↑  Pieter van Bleiswijk, De aggeribus (1745).
3. ↑   Jan Esdré (1778). Natuur- en wiskundige verhandeling over het aanleggen en versterken der dyken. Johannes Le Maire, pp. 294.

- Biografisch Portaal: 29511196
- Digitale Bibliotheek voor de Nederlandse Letteren: blei006
- Gemeinsame Normdatei: 1055200657
- International Standard Name Identifier: 0000 0000 2336 2654
- Library of Congress Control Number: n83222105
- Nederlandse Thesaurus van Auteursnamen: 068981120
- Système universitaire de documentation: 198211740
- Virtual International Authority File: 55535307
- WorldCat: E39PBJdCm4PXB6y9qvXbqH97HC